# Tine Logar (košarkar)
Emil Tine Logar, slovenski košarkar in trener, * 6. november 1940, Ljubljana.
Logar je bil član AŠK Olimpije od 1954 do 1972 kot pionir, mladinec in član.
Mladinski prvak Jugoslavije (Beograd l.1958).  Osvojil pet naslovov državnega prvaka Jugoslavije, stalni član prve petorke in kapetan ekipe 68-72 (1959, 1961, 1962, 1966, 1969/70). Osebni točkovni dosežek je 51 točk na tekmi s Proleterjem l.1963. Zaradi bolezni je odigral dve nepolni sezoni 1964.65, vmes pa je bil trener ženske ekipe in sodeloval tudi na treningih članov. V sezonama 1967 in 67/68 je odigral le par tekem zaradi odhoda v JLA. Za jugoslovansko reprezentanco je odigral 43 tekem. Osvojil je tri balkanska prvenstva: Skopje 1961, Atene 1962 in Carigrad 1963. Na evropskem prvenstvu leta 1963 je osvojil tretje mesto. Na tekmi s Turčijo (12 točk) je izvedel prvo zabijanje - dunk tega EP. Osvojil je tudi prvo zlato za Jugoslavijo na izrednemu svetovnemu prvenstvu v Čilu leta1966. Ekipa je bila tudi proglašena za najboljšo ekipo Jugoslavije za leta 1966. Bil je tudi v ekipi Jugoslavije, ki je kot prva gostovala v ZDA (1966), pod vodstvom Ranka Žeravice.
V njegovi košarkarski karieri, v Jugoslaviji košarkar še ni bil poklic, igralo se je ob šolanju, študiju in redni zaposlitvi. 